# Phoenicocoris obscurellus
Phoenicocoris obscurellus ist eine Wanzenart aus der Familie der Weichwanzen (Miridae).

## Merkmale
Die Wanzen werden 2,5 bis 3,6 Millimeter lang. Sie sind dunkel gefärbt und mit blassen Härchen bedeckt. Die Sporne der Schienen (Tibien) sind lang und entspringen nicht aus schwarzen Punkten. Der Cuneus der Hemielytren ist schwarz. Man kann die Art leicht mit Plesiodema pinetella verwechseln.

## Vorkommen und Lebensraum
Die Art ist in Europa östlich bis nach Sibirien und in die Mongolei verbreitet. Sie fehlt aber in Teilen Südeuropas. In Deutschland kommt sie fast überall vor. Sie ist im Norden auf das Flachland beschränkt, und im Süden auch in höheren Lagen zu finden. In Deutschland ist sie nicht selten und im Norden mancherorts häufiger. In Österreich ist sie nur vereinzelt nachgewiesen, kommt aber vermutlich weiter verbreitet vor.

## Lebensweise
Die Wanzen leben an Waldkiefer (Pinus sylvestris), in höheren Lagen auch an Bergkiefer (Pinus mugo) und selten an Gemeiner Fichte (Picea abies) oder Gemeinem Wacholder (Juniperus communis). Sie saugen wie auch die anderen Arten ihrer Gattung vor allem an den Pollensäcken der Pflanzen. Die adulten Wanzen kann man von Anfang Juni bis Ende August beobachten.

## Belege